# ANAPC4
Субъединица комплекса стимуляции анафазы 4 (англ. Anaphase-promoting complex subunit 4) — фермент, кодируемый у человека геном ANAPC4.
Большой белковый комплекс, называемый комплексом стимуляции анафазы (APK), или циклосомой, способствует переходу от метафазы к анафазе, убиквитинизируя свои специфические субстраты, такие как митотические циклины и ингибиторы анафазы, которые впоследствии деградируются в 26S протеасоме. Биохимические исследования показали, что у позвоночных APC содержит восемь субъединиц. Состав APC высоко консервативен у всех организмов от дрожжей до человека. Точная функция продукта этого гена неизвестна.

## Взаимодействия
ANAPC4, как было выявлено, взаимодействует с ANAPC1, ANAPC5, CDC27 и ANAPC7.